# Natalija Ahrimenko
Natalija Ahrimenko-Petrova (rusko Наталья Ахрименко-Петрова), ruska atletinja, * 12. maj 1955, Novokujbiševsk, Sovjetska zveza, † 10. marec 2025.
Nastopila je na poletnih olimpijskih igrah v letih 1980 in 1988, obakrat je dosegla sedmo mesto v suvanju krogle. Na evropskih prvenstvih je osvojila bronasto medaljo leta 1986, na evropskih dvoranskih prvenstvih pa naslov prvakinje leta 1987.